# Ried (district)
Het politieke district Bezirk Ried ligt in het westen van de Oostenrijkse deelstaat Opper-Oostenrijk. Het ligt in het noorden van het land en grenst aan de districten Braunau, Schärding, Grieskirchen en Vöcklabruck en grenst in het noorden aan de Duitse deelstaat Beieren. Het district heeft ongeveer 58.000 inwoners en bestaat uit een aantal gemeenten en steden, die hieronder zijn opgesomd.

## Onderverdeling

### Steden
1. Ried im Innkreis (4910)

### Gemeenten
1. Aurolzmünster (4971)
2. Andrichsfurt (4754)
3. Antiesenhofen (4980)
4. Eberschwang (4906)
5. Eitzing (4971)
6. Geiersberg im Innkreis (4922)
7. Geinberg (4943)
8. Gurten (4942)
9. Hohenzell (4921)
10. Kirchdorf am Inn (4982)
11. Kirchheim im Innkreis (4932)
12. Lambrechten (4772)
13. Lohnsburg (4923)
14. Mehrnbach (4941)
15. Mettmach (4931)
16. Mörschwang (4982)
17. Mühlheim am Inn (4961)
18. Neuhofen im Innkreis (4910)
19. Obernberg am Inn (4982)
20. Ort im Innkreis (4974)
21. Pattigham (4910)
22. Peterskirchen (4743)
23. Pramet (4925)
24. Reichersberg (4981)
25. Schildorn (4925)
26. Senftenbach (4973)
27. St. Georgen bei Obernberg am Inn (4982)
28. St. Marienkirchen am Hausruck (4926)
29. St. Martin im Innkreis (4973)
30. Taiskirchen im Innkreis (4753)
31. Tumeltsham (4910)
32. Utzenaich (4972)
33. Waldzell (4924)
34. Weilbach (4984)
35. Wippenham (4942)